# Cmentarz żydowski w Żychlinie
Cmentarz żydowski w Żychlinie – nieczynny cmentarz żydowski w Żychlinie.

## Historia
Cmentarz został założony w I połowie XVIII wieku i zajmuje powierzchnię 1,25 ha, na której zachowało się około dziesięciu nagrobków. Najstarszy z nich pochodzi z 1830 roku. Macewy wykonano z granitu i piaskowca z inskrypcjami w języku hebrajskim. Podczas II wojny światowej, w marcu 1942 roku rozstrzelano tam około 160 Żydów, a jesienią 1942 roku 200 robotników przymusowych. 
25 września 1965 roku Prezydium Miejskiej Rady Narodowej w Żychlinie podjęło uchwałę o zamknięciu cmentarza, a 22 marca 1966 roku rozporządzenie podpisał Minister Gospodarki Komunalnej. W 1992 roku dzięki staraniom Mosze Zyslendera wybudowano lapidarium z fragmentami odzyskanych nagrobków, teren nekropolii uporządkowano i ogrodzono, wystawiając równocześnie pomnik ku czci ofiar Holocaustu.

## Galeria

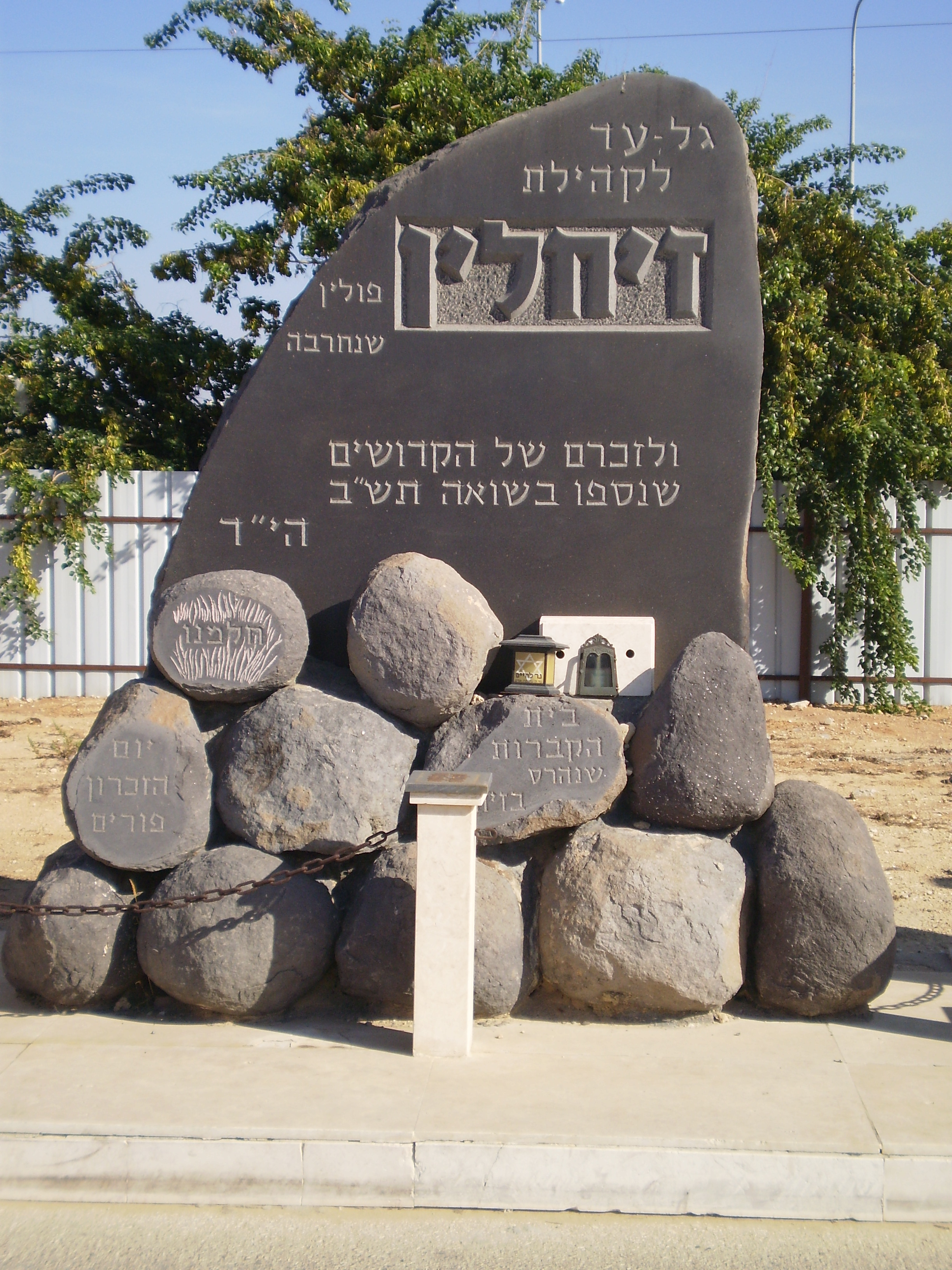
Pomnik z Żydów Żychlina na cmentarzu w Holon w Izraelu